# Ganterbrücke

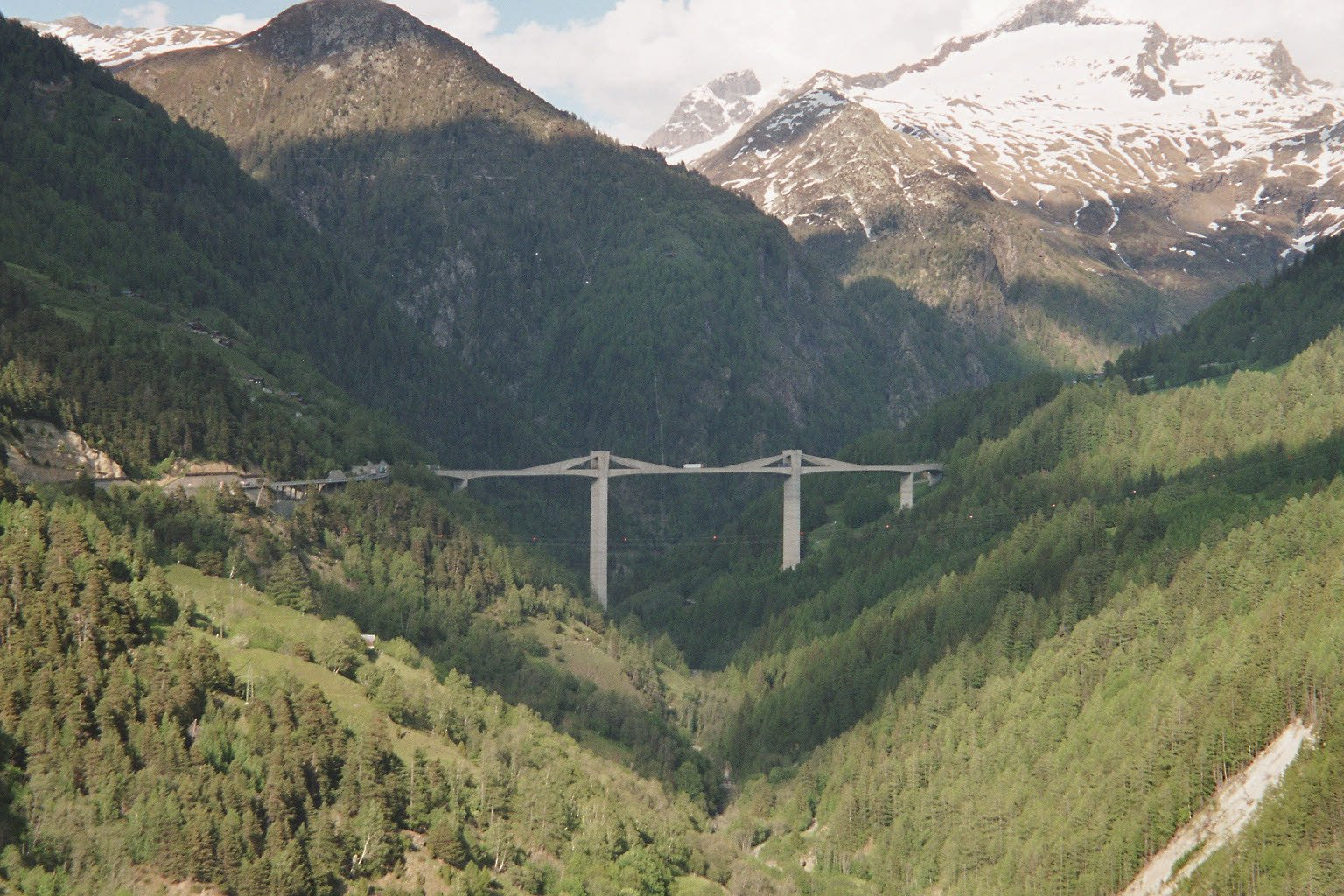
Die Ganterbrücke, zum Grössenvergleich: Auf der Brückenmitte befindet sich ein LKW

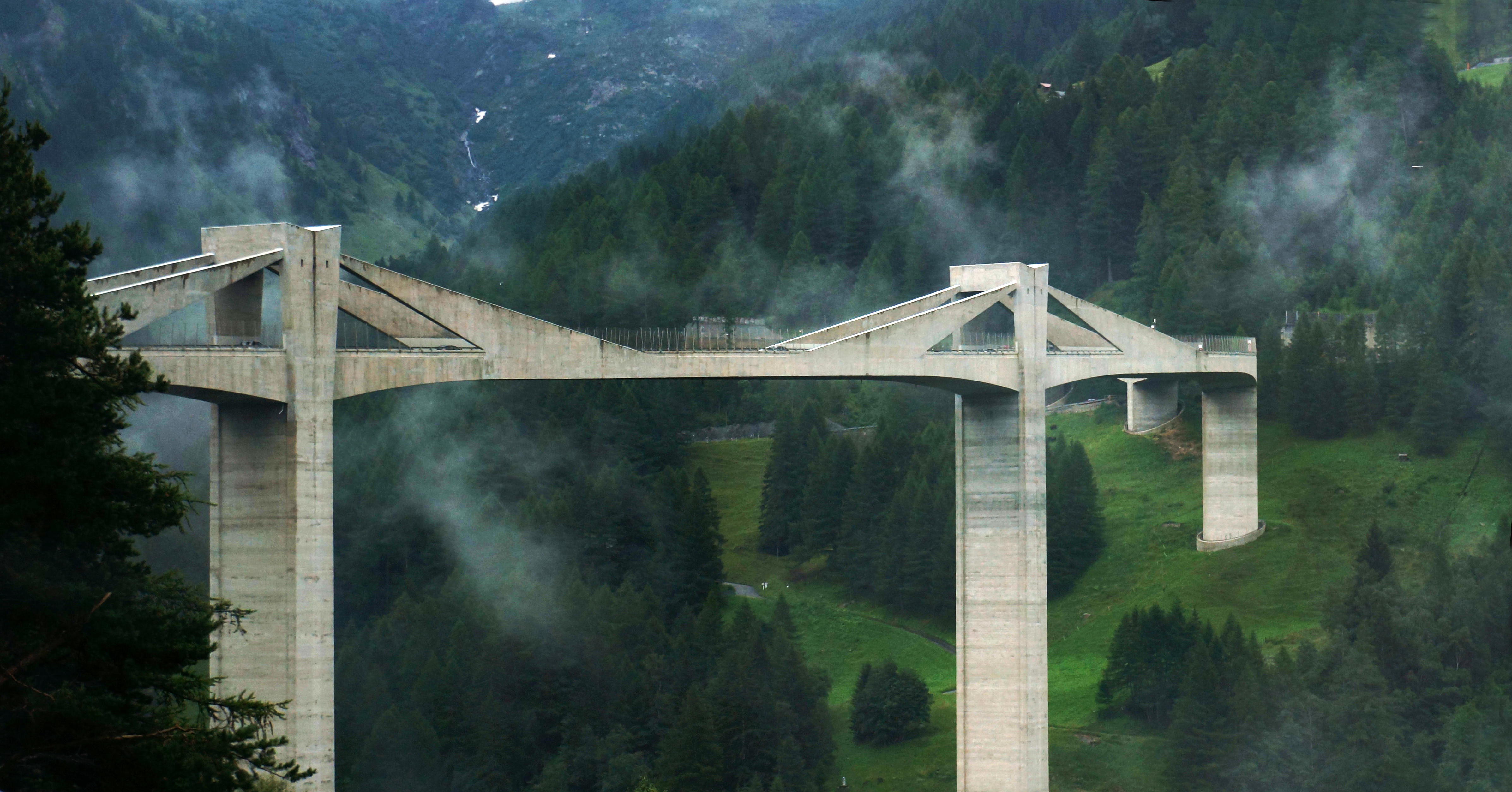
Ganterbrücke

Die Ganterbrücke (Walliserdeutsch Ganterbrigga) ist Bestandteil der Simplonpassstrasse der Nationalstrasse 9 und befindet sich auf dem Gemeindegebiet von Ried-Brig im Kanton Wallis in der Schweiz. Sie ist Kulturgut von regionaler Bedeutung und mit der KGS-Nr. 09077 in der Liste der Kulturgüter in Ried-Brig aufgeführt. Von 1980 bis zur Eröffnung der Poyabrücke in Freiburg 2014 war sie die Brücke mit der grössten Spannweite in der Schweiz.

## Geschichte

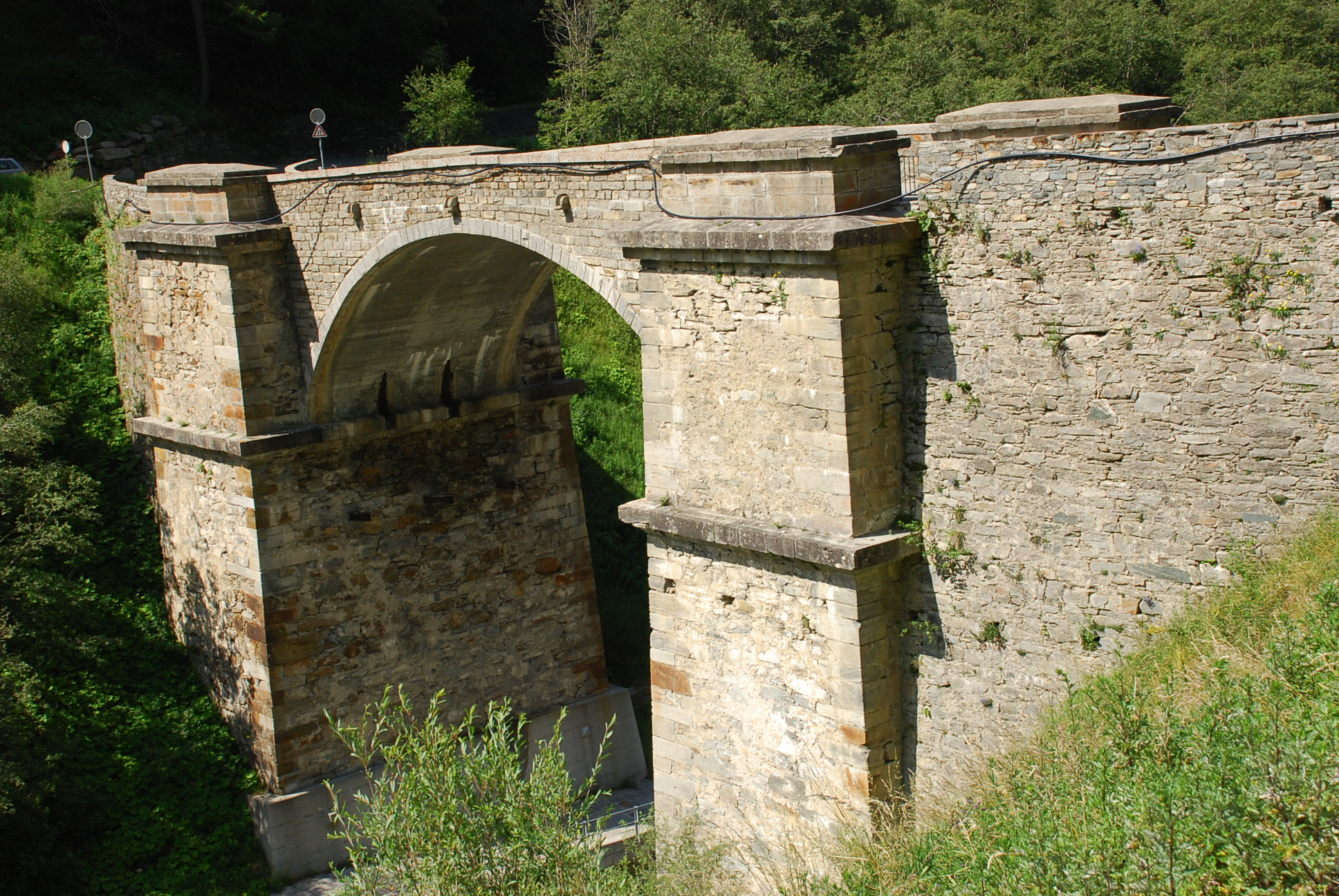
Die alte Ganterbrücke

Mitte des 20. Jahrhunderts wurde die Simplonpassstrasse als wintersichere Verbindung zwischen Norditalien und dem Tessin mit dem Wallis in das Nationalstrassennetz der Schweiz aufgenommen. Der Abschnitt zwischen Brig und Gondo wurde in den 1960er und 1970er Jahren zweistreifig als Nationalstrasse 3. Klasse ausgebaut und bereichsweise neu angelegt. Ungefähr auf halber Distanz zwischen Brig und der Passhöhe, 10 km südlich von Brig, führt die Strasse durch das steile, tief eingeschnittene Gantertal. Der Ganterbach wurde ursprünglich am Talhang auf einer kleinen Brücke überquert, gefolgt auf der rechten Talflanke von einem 1,5 km langen felssturzgefährdeten Strassenabschnitt. Die Alte Ganterbrücke (Ganterbrigga) steht etwa 800 Meter flussaufwärts (östlich) der neuen Brücke. Diese war im Zuge des Baus der Simplonstrasse durch Napoleon Bonaparte 1801–1805 erbaut worden. Die alte Brücke hatte zwecks rascherer Zerstörungsmöglichkeit einen Mittelteil aus Holz. Der steinerne Bogen wurde später eingebaut.
Die neue Streckentrassierung quert vor dem geologisch problematischen Abschnitt mit der neuen Grossbrücke das Gantertal, wodurch sich die Strassenlänge um 1,7 km verkürzte. Um die schwierigen Gründungsverhältnisse im Tal zu umgehen, hatte der Kanton ursprünglich einen Tunnel geplant, dessen Kosten auf etwa 50 Millionen Schweizer Franken geschätzt wurden. Aufgrund dieser hohen Kosten wurde Christian Menn um einen alternativen Vorschlag gebeten. Nach Untersuchung der örtlichen Gegebenheiten schlug Menn einen vorläufigen Entwurf für eine Schrägkabelbrücke vor, der den Kanton so beeindruckte, dass er den Entwurf beauftragte, ohne für das Projekt einen Wettbewerb zu veranstalten.
Der Bau der Brücke erstreckte sich von Spätsommer 1976 bis Dezember 1980. Aufgrund der klimatischen Bedingungen konnte nur acht Monate im Jahr an der Brücke gebaut werden. Die Baukosten betrugen 23,5 Millionen Schweizer Franken.

## Konstruktion
Im Brückenbereich besteht die S-förmige Strassentrasse am nördlichen Widerlager aus einer Rechtskurve von 200 m Radius, gefolgt von einem 225 m langen, geraden Mittelabschnitt und übergehend in eine Linkskurve mit ebenfalls 200 m Radius. Die Längssteigung der Fahrbahn, die 1450 m ü. M. liegt, beträgt Richtung Süden grösstenteils rund 5 %. Überführt werden zwei 3,75 m breite Fahrstreifen mit beidseitigen 0,75 m breiten Randstreifen und 0,5 m breiten Schrammborden.

## Gründung und Unterbau

Seitenriss der Ganterbrücke

Der schwierige Baugrund beeinflusste massgeblich die Brückenkonstruktion und bedingte möglichst wenige Fundamente und folglich grosse Spannweiten. Der nördliche Talhang aus Fels ist mit einer mittlerern Neigung von etwa 45° sehr steil und weist an der Oberfläche starke Verwitterungserscheinungen auf. Daraus folgte als Standort des höchsten Pfeilers S3 der Hangfuss am Ganterbach und die Überbrückung des steilen Hanges mit einer grossen Spannweite von 127 m. Der südliche Talhang ist etwa 25° geneigt und besteht ab rund 40 m Tiefe aus zersetztem und verwittertem, wenig tragfähigem Schieferfels, über dem eine Lockergesteinsdecke liegt, die sich pro Jahr zwischen 6 und 10 mm Richtung Tal bewegt.
Die beiden auf der nördlichen Talseite stehenden Pfeiler S2 und S3 sind in im Fels gegründeten Fundamenten eingespannt. Der zwischen Fundamentoberkante und Fahrbahnniveau 124,5 m hohe Pfeiler S3 besitzt am Fuss Aussenabmessungen von 12,0 × 10,0 m. Die drei im südlichen Talhang angeordneten Pfeiler S4 bis S6 haben als Gründung schwimmende Schächte. Die Abmessungen der Schächte ergaben sich aus einem Lastausgleich, d. h. das Gewicht des ausgehobenen Baugrundes war etwa gleich gross wie die Pfeilerlast aus dem Eigengewicht der Brücke. Beim schwersten Pfeiler S4 folgte daraus eine Fundationstiefe von fast 40 m bei einem Schachtdurchmesser von 12,4 m. Die Pfeiler sind auf den Schachtkopfplatten mit je zwei Neotopf-Gleitlagern verschieblich gelagert. Bei den Pfeilern S4 und S5 sind die Lager aber planmässig blockiert. Zum Ausgleich der Hangbewegungen können die Pfeiler in die ursprüngliche Lage mittels Pressen zurückgeschoben werden. Die Lager des Pfeilers S4 sind für einen Verschiebungsweg von 50 cm ausgelegt und besitzen einen Durchmesser von 2,7 m sowie eine Tragkraft von 10500 t.
Zur Minimierung der Kriechbewegungen des Hanges wurde zusätzlich eine umfangreiche Oberflächen- und Tiefenentwässerung eingebaut.

## Überbau
Das Bauwerk ist 678 m lang und hat acht Felder mit Stützweiten (von Süd nach Nord) von 35 m, 50 m, 80 m, 127 m, 174 m, 127 m, 50 m und 35 m. Bis auf den Randpfeiler S1 sind alle Pfeiler monolithisch (biegesteif) mit dem Überbau verbunden, wodurch als Bauwerkssystem in Längsrichtung ein fugenloses, durchlaufendes, im Grundriss gekrümmtes Rahmensystem vorhanden ist.
Die Hauptöffnung mit 174 m Stützweite wurde so gewählt, dass sie genau in der Mitte des geraden Strassenabschnittes liegt. Die 127 m langen Seitenöffnungen sind in den Kurven angeordnet. Der Überbau ist ein Hohlkasten, in Längs- und Querrichtung vorgespannt, mit 10 m Breite und einer Höhe zwischen 2,5 m und 5,0 m. Der Brückenbalken wird in den drei Hauptfeldern mit flachen Schrägabspannungen verstärkt, die aufgrund der im Grundriss gekrümmten Seitenfelder als Zugscheiben ausgebildet sind. Die Zugscheiben bestehen aus Spanngliedern, die in nachträglich hergestellten dünnwandigen Betonscheiben eingebettet und an den 15 m hohen Pfeilerköpfen verankert sind.
Als Mischung einer vorgespannten Balkenbrücke und einer Schrägkabelbrücke kann die Bauwerkkonstruktion  heutzutage auch als Extradosed-Brücke bezeichnet werden. Die Hauptpfeiler des fugenlosen achtfeldrigen Rahmens sind maximal 150 m hoch.
Der Überbau der Hauptspannweiten wurde im Freivorbau errichtet. Dabei waren die im Endzustand gelenkig gelagerten Pfeiler S4 bis S6 mit einer provisorischen Fusseinspannung versehen.

## Instandsetzung 2006 bis 2008
In den Jahren 2006 bis 2008 wurde die Brücke für insgesamt 10 Millionen Franken saniert. Dabei wurden zum einen die Fahrbahn erneuert sowie die unzureichende Überdeckung der Bewehrung ersetzt. Gleichzeitig wurden die auf der Südseite stehenden Brückenpfeiler um bis zu 105 mm südwärts verschoben. Die nächste Nachstellung der Brückenpfeiler ist für das Jahr 2050 geplant. Zusätzlich kam es zur Montage von Webnet-Seil-Netzen als Barriere für Suizidgefährdete.

## Trivia
Die Lieder «Fär ds Franz-Josi» und «Ganterbrigg – Ändschtatzion» der Walliser Sängerin Sina und auch das Lied «Dr Bus» der Walliser HipHop-Combo Jess-g-Gott beschäftigen sich mit der Suizidthematik in Zusammenhang mit der Ganterbrücke.